# Olympische Sommerspiele 2020/Handball

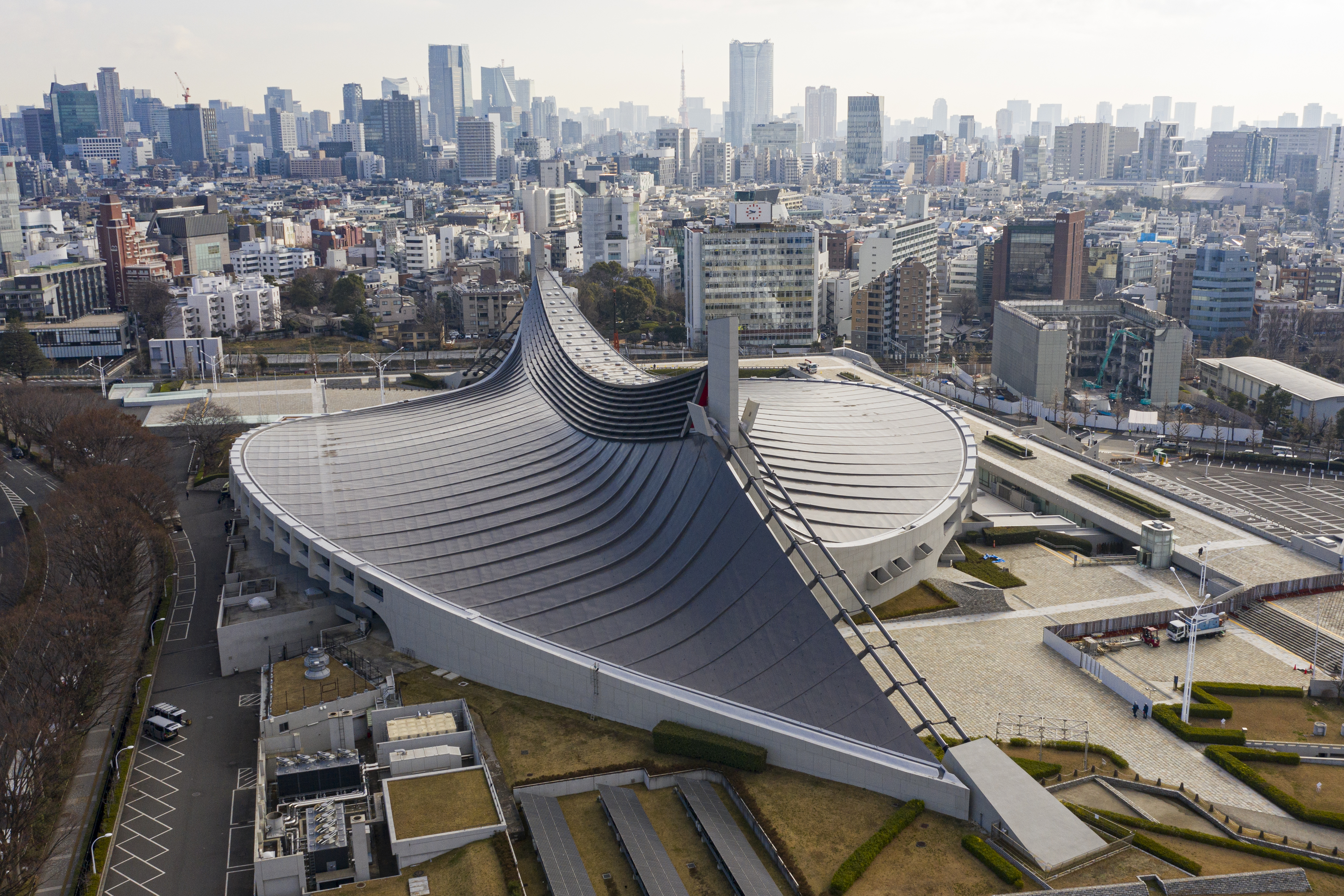
Die Kokuritsu Yoyogi Kyōgijō in Tokio

Bei den Olympischen Spielen 2020 in Tokio wurden vom 24. Juli bis zum 8. August 2021 zwei Wettbewerbe im Handball ausgetragen.
Am Turnier nahmen bei Frauen und Männern jeweils zwölf Mannschaften teil. Austragungsort war die Kokuritsu Yoyogi Kyōgijō. Es nahmen 368 Athleten an den Wettbewerben teil. Sowohl bei den Frauen als auch bei den Männern gewann die Auswahl des französischen Handballverbands.

## Zeitplan
| Zeitplan Handball | Zeitplan Handball | Zeitplan Handball | Zeitplan Handball | Zeitplan Handball | Zeitplan Handball | Zeitplan Handball | Zeitplan Handball | Zeitplan Handball | Zeitplan Handball | Zeitplan Handball | Zeitplan Handball | Zeitplan Handball | Zeitplan Handball | Zeitplan Handball | Zeitplan Handball | Zeitplan Handball |
| Wettbewerbe       | Juli 2021         | Juli 2021         | Juli 2021         | Juli 2021         | Juli 2021         | Juli 2021         | Juli 2021         | Juli 2021         | August 2021       | August 2021       | August 2021       | August 2021       | August 2021       | August 2021       | August 2021       | August 2021       |
| Wettbewerbe       | 24.               | 25.               | 26.               | 27.               | 28.               | 29.               | 30.               | 31.               | 1.                | 2.                | 3.                | 4.                | 5.                | 6.                | 7.                | 8.                |
| ----------------- | ----------------- | ----------------- | ----------------- | ----------------- | ----------------- | ----------------- | ----------------- | ----------------- | ----------------- | ----------------- | ----------------- | ----------------- | ----------------- | ----------------- | ----------------- | ----------------- |
| Männer            | VR                |                   | VR                |                   | VR                |                   | VR                |                   | VR                |                   | VF                |                   | HF                |                   |                   |                   |
| Frauen            |                   | VR                |                   | VR                |                   | VR                |                   | VR                |                   | VR                |                   | VF                |                   | HF                |                   |                   |
| Entscheidungen    | 0                 | 0                 | 0                 | 0                 | 0                 | 0                 | 0                 | 0                 | 0                 | 0                 | 0                 | 0                 | 0                 | 0                 | 1                 | 1                 |

| VR | Vorrunde | VF | Viertelfinale | HF | Halbfinale |  | Medaillenentscheidung |

## Bilanz

### Männerturnier
Am Turnier der Männer nahmen die Teams aus Japan, Dänemark, Argentinien, Bahrain, Ägypten, Spanien, Norwegen, Brasilien, Frankreich, Portugal, Schweden und Deutschland teil.

### Frauenturnier
Am Turnier der Frauen nahmen die Teams aus Japan, Frankreich, Brasilien, Südkorea, Angola, Niederlande, Schweden, Spanien, Ungarn, Montenegro, Norwegen und Russland teil.

### Medaillengewinner
| Disziplin | Gold | Silber | Bronze |
| --------- | --- | --- | --- |
| Männer    | FrankreichVincent Gérard, Yann Genty, Michaël Guigou, Hugo Descat, Nikola Karabatić, Romain Lagarde, Kentin Mahé, Nedim Remili, Dika Mem, Melvyn Richardson, Luc Abalo, Valentin Porte, Luka Karabatić, Ludovic Fabregas, Nicolas Tournat Trainer: Guillaume Gille                        | DänemarkNiklas Landin Jacobsen, Kevin Møller, Magnus Landin Jacobsen, Magnus Saugstrup, Emil Manfeldt Jakobsen, Lasse Svan, Henrik Møllgaard Jensen, Mads Mensah Larsen, Henrik Toft Hansen, Mikkel Hansen, Morten Olsen, Jóhan Hansen, Lasse Bredekjær Andersson, Jacob Holm, Mathias Gidsel Trainer: Nikolaj Bredahl Jacobsen | SpanienGonzalo Pérez de Vargas, Rodrigo Corrales, Raúl Entrerríos, Daniel Sarmiento, Jorge Maqueda, Alex Dujshebaev, Eduardo Gurbindo, Antonio García, Miguel Sánchez-Migallón, Ferrán Solé, Aleix Gómez, Ángel Fernández, Adrià Figueras, Julen Aguinagalde, Gedeón Guardiola Trainer: Jordi Ribera                |
| Frauen    | FrankreichMéline Nocandy, Blandine Dancette, Pauline Coatanea, Chloé Valentini, Allison Pineau, Coralie Lassource, Grâce Zaadi, Amandine Leynaud, Kalidiatou Niakaté, Cléopâtre Darleux, Océane Sercien-Ugolin, Laura Flippes, Béatrice Edwige, Pauletta Foppa Trainer: Olivier Krumbholz | ROCAnna Sedoikina, Polina Kusnezowa, Polina Gorschkowa, Darja Dmitrijewa, Anna Sen, Anna Wjachirewa, Polina Wedjochina, Wladlena Bobrownikowa, Ksenija Makejewa, Jelena Michailitschenko, Olga Fomina, Jekaterina Iljina, Julija Managarowa, Antonina Skorobogattschenko, Wiktorija Kalinina Trainer: Alexei Alexejew           | NorwegenHenny Reistad, Veronica Kristiansen, Marit Malm Frafjord, Stine Skogrand, Nora Mørk, Stine Bredal Oftedal, Silje Solberg, Kari Brattset, Katrine Lunde Haraldsen, Marit Røsberg Jacobsen, Camilla Herrem, Sanna Solberg, Kristine Breistøl, Marta Tomac, Vilde Ingeborg Johansen Trainer: Þórir Hergeirsson |